# Melanagromyza crassocephali
Melanagromyza crassocephali este o specie de muște din genul Melanagromyza, familia Agromyzidae, descrisă de Spencer în anul 1985.
Este endemică în Kenya. Conform Catalogue of Life specia Melanagromyza crassocephali nu are subspecii cunoscute.